# Moustier-Ventadour
Moustier-Ventadour è un comune francese di 541 abitanti situato nel dipartimento della Corrèze nella regione della Nuova Aquitania.

## Società

### Evoluzione demografica
Abitanti censiti